# Arrhyton albicollum
Arrhyton albicollum — вид змій родини полозових (Colubridae). Описаний у 2021 році.

## Поширення
Ендемік Куби. Описаний з карстової печери Куева-де-лос-Панадерос, розташованої в районі міста Гібара в провінції Ольгін.

## Опис
Змія має помітну білу шийну смугу, контрастний чорний малюнок на голові, сіре тіло зі слабкими смугами та велику кількість черевних і підхвостових лусочок.